# Europresse (association)
Pour les articles homonymes, voir Europresse (Internet).
Europresse est une association loi de 1901 créée par Alain Dauvergne réunissant une cinquantaine de journalistes de différents médias français et européens travaillant en France, et dont les sujets sont l'Europe et l'Union européenne.
Elle organise des déjeuners off avec une personnalité politique, économique ou sociale dont les compétences concernent l'Union européenne et plus largement le continent européen.
Véronique Auger (rédactrice en chef d'Avenue de l'Europe sur France 3) en est la présidente, et Béatrice Hadjaje (rédactrice en chef adjointe au service étranger de RTL), Stefan de Vries (correspondant en France de la télévision néerlandaise RTL 4) et Jean-Christophe Ploquin (rédacteur en chef de La Croix) en sont les vice-présidents.